# Friedrich Rechsteiner
Friedrich Rechsteiner (* 14. März 1840 in Lindau (Bayern); † 30. Dezember 1916 in München; heimatberechtigt in Rehetobel) war ein Schweizer Bankier und Konsul aus dem Kanton Appenzell Ausserrhoden.

## Leben
Friedrich Rechsteiner war ein Sohn von Leonhard Rechsteiner und Regina Magdalena Schachenmayr. Im Jahr 1871 heiratete er Auguste Anna Therese Katharina Christ, Tochter des Franz Christ. Er besuchte Schulen in Lindau und St. Gallen. Anschliessend absolvierte er eine Weiterbildung in Romanshorn und Bozen. 1870 gründete er das Bank- und Speditionsgeschäfts Fischer und Rechsteiner in Venedig mit Filialen in ganz Europa. Er amtierte als Aufsichtsrat verschiedener venezianischer Banken und Industrieunternehmen. Von 1889 bis 1901 amtierte er als Konsul für die USA und ab 1890 bis 1915 für das [Deutsche Reich] in Venedig. Er war Präsident der deutschen evangelischen Kirche. Er gründete und präsidierte die deutsche Schule und den deutschen Hilfsverein in Venedig. Er erhielt zahlreiche Orden und Auszeichnungen. Er liegt auf dem Münchner Waldfriedhof begraben.